# Mário Silva (atleta)
Mário Manuel da Silva (Madina do Boé, Guiné Portuguesa, 23 de julho de 1961) é um atleta português de corridas de meio-fundo, especialista em provas de 1500 metros. Foi medalhista de bronze no Campeonato da Europa de Atletismo de 1990, disputado em Split.
No ano seguinte também conseguiu a medalha de bronze nos Campeonatos Mundiais de Pista Coberta, em Sevilha, ficando atrás de Noureddine Morceli e de Fermín Cacho. Nessa temporada indoor, Silva correu 3:36.46 minutos, o que o colocou em terceiro lugar no ranking mundial, mais uma vez atrás de Morceli e Cacho.
Ainda em 1991 ficou em sexto lugar na final dos Campeonatos Mundiais de Tóquio.
Participou duas vezes nos Jogos Olímpicos, na edição de 1988 ficou na nona posição, já em 1992, não chegou à final, somente às meias-finais.
Foi vencedor da Medalha Olímpica Nobre Guedes em 1990.

## Recordes pessoais
- 800 metros:  1:46.69 - Maia (25 de junho de 2001)
- 1500 metros:  3:35.76 - Tóquio (1 de setembro de 1991)